# Ушомирська волость
Ушомирська волость — історична адміністративно-територіальна одиниця Житомирського повіту Волинської губернії з центром у містечку Ушомир.
Станом на 1885 рік складалася з 15 поселень, 13 сільських громад. Населення — 8775 особи (4368 чоловічої статі та 4407 — жіночої), 674 дворових господарств.
|                     | Площа, десятин | У тому числі орної, дес. |
| ------------------- | -------------- | ------------------------ |
| Сільських громад    | 18008          | 12127                    |
| Приватної власності | 24453          | 4447                     |
| Казенної власності  | —              | —                        |
| Іншої власності     | 180            | 124                      |
| Загалом             | 42641          | 16698                    |

Основні поселення волості:
- Ушомир — колишнє власницьке містечко при річці Уші за 80 верст від повітового міста, 480 осіб, 50 дворів, православна церква, синагога, школа, аптека, 4 постоялих двори, 32 лавки, водяний млин. За 2, 6, 7 та 8 верст — смоляні заводи. За 3 версти — садиба Мурки з костелом. За 8 верст — скляний завод. За 8 верст — німецька колонія Холосня зі школою, вітряним млином, маслоробний завод. За 8 верст — німецька колонія Юліанівка зі школою. За 15 верст — чавуноплавильний завод з постоялим будинком і водяним млином. За 25 верст — садиба Ягоденка з католицькою часовнею.
- Бондарівка — колишнє власницьке село при річці Крапивинці, 540 осіб, 52 двори, православна церква, постоялий будинок, водяний млин.
- Злобичі — колишнє власницьке село при річці Малій Злобичі, 645 осіб, 62 двори, православна церква, постоялий будинок.
- Кропивня — колишнє власницьке село при річці Зарубинка, 1015 осіб, 125 дворів, православна церква, поштова станція, 2 постоялих будинки.
- Лісівщина — колишнє власницьке село при річці Лешлі, 640 осіб, 80 дворів, школа, постоялий будинок.
- Холосня — колишнє власницьке село при річці Славуті, 509 осіб, 72 двори, постоялий будинок.